# 今年の恋
『今年の恋』（ことしのこい）は、松竹の製作、木下惠介が監督を務め、1962年1月14日公開された恋愛喜劇映画。本項では木下惠介自身によるリメーク、1967年放送のテレビドラマ版についても記述する。

## 概要
当時売り出し中の岡田茉莉子と新東宝から松竹に移籍してきた吉田輝雄をメインに、お正月映画として製作され、岡田茉莉子は第17回毎日映画コンクール主演女優賞を受賞した。また『永遠の人』で本格的な俳優デビューを果たした田村正和がこの作品でも木下惠介とコンビを組んだ

## 映画

### キャスト
- 相川美加子：岡田茉莉子
- 山田正：吉田輝雄
- 山田光：田村正和
- 山田良平：野々村潔
- 婆やもと子：東山千栄子
- 女中葉子：堀真奈美
- 相川一作：三遊亭圓遊
- 相川お絞：浪花千栄子
- 相川一郎：石川竜二
- 女中茂子：若水ヤエ子
- 広瀬道子：峯京子
- 林：菅原通済
- 清子：高森和子
- 菊ちゃん：町田祥子
- 杉本先生：三木のり平

### スタッフ
- 監督・製作・脚本：木下惠介
- 製作：月森仙之助
- 撮影：楠田浩之
- 音楽：木下忠司
- 美術 : 梅田千代夫
- 録音 : 大野久男
- 編集 : 杉原よ志
- スチール : 堺謙一

## テレビドラマ
1967年にTBS系列の「木下恵介劇場」（大正製薬一社提供）にて放送された。

### 放送データ
- 放送期間：1967年2月21日〜4月11日
- 放送時間：毎週火曜 21:00 - 21:30
- 放送回数：8回
- 放送形態：モノクロフィルム作品

### キャスト
- 相川美加子：栗原小巻
- 田中正：加藤剛
- 相川一郎：渡辺篤史
- 相川一作：三島雅夫
- 相川お絞：三戸部スエ
- 田中良平：永井智雄
- 田中光：津坂匡章
- 田中家婆や・もと子：東山千栄子
- 相川家お手伝い・茂子：野村昭子
- 吉田日出子
- 珠めぐみ
- 木村俊恵
- 東野英治郎
- 浜田寅彦
- 新田勝江
- 笠井一彦

### スタッフ
- 企画・原作：木下恵介
- 脚本：楠田芳子
- 監督：桜井秀雄
- 助監督：中新井和夫
- 記録：森崎則子
- 進行：徳重里司
- 制作主任：石和薫
- 音楽：木下忠司
- 調音：松竹録音スタジオ
- 撮影技術：保積善三郎
- 照明：戸井田康国
- 録音：熊谷弘
- 編集：岸田和司
- 現像：東洋現像所
- 美術：猪俣邦弘
- 装置：若林六郎
- 装飾：奥村松太郎
- 結髪：畔柳敞鴨
- 衣装：東京衣装
- プロデューサー：四方基
- 制作：松竹、木下恵介プロダクション、TBS

### 主題歌
「ハミング」
作詩・作曲・編曲：木下忠司 / 唄：ハマン・ハラ
| TBS系 木下恵介劇場              | TBS系 木下恵介劇場                 | TBS系 木下恵介劇場                                           |
| 前番組                          | 番組名                             | 次番組                                                       |
| ------------------------------- | ---------------------------------- | ------------------------------------------------------------ |
| 記念樹 （1966.4.5 - 1967.2.14） | 今年の恋 （1967.2.21 - 1967.4.11） | （終了）                                                     |
| TBS系 火曜21時台前半枠          |                                    |                                                              |
| 記念樹 （1966.4.5 - 1967.2.14） | 今年の恋 （1967.2.21 - 1967.4.11） | 女と刀 （1967.4.18 - 1967.10.10） 【ここから木下恵介アワー】 |